# فالنتينا ماتفيينكو
فالنتينا ماتفيينكو (بالروسية: Валентина Матвиенко)‏ (بالروسية: Валенти́на Ива́новна Матвие́нко) ولدت في 7 أبريل 1949 في مدينة شيبيتوفكو بمقاطعة خميلنيتسكي في جمهورية أوكرانيا الاشتراكية السوفيتية تشغل أرفع منصب لأمراة في روسيا والحاكم السابق لمدينة سان بطرسبرغ والرئيس الحالي لمجلس الاتحاد الروسي.